# Matt Tegenkamp
Matthew (Matt) Tegenkamp (Lee's Summit, 19 januari 1982) is een voormalige Amerikaanse atleet, die zich had gespecialiseerd in de middellange afstand. Hij werd het bekendst door zijn persoonlijke record van 12.58,56 op de 5000 m, gelopen op 4 september 2009 in Brussel en zijn vierde plaats op de 5000 m bij de wereldkampioenschappen van 2007 in Osaka. Ook nam hij tweemaal deel aan de Olympische Spelen.

## Biografie

### Begin van de atletiek en studie
In 2001 werd Tegenkamp vijfde bij de wereldkampioenschappen veldlopen in Oostende in de jeugdcategorie, twee plaatsen achter zijn landgenoot Dathan Ritzenhein en wereldkampioen Kenenisa Bekele. Als student kwam Tegenkamp uit voor de Universiteit van Wisconsin in Madison, Wisconson. Daar kon hij nimmer een individuele titel winnen.

### Professionele carrière
In 2006 finishte Tegenkamp op de Amerikaanse kampioenschappen als tweede op de 5000 m in 13.15,00. Vervolgens liep hij in Stockholm naar 13.04,90 op dezelfde afstand.
Indoor legde Tegenkamp in 2007 beslag op zijn eerste nationale titel. Hij won de 3000 m bij de Amerikaanse kampioenschappen in 7.46,08. Ook won Tegenkamp weer zilver bij de Amerikaanse baankampioenschappen in 13.31,31. Bij de Prefontaine Classic in Eugene, Oregon liep Tegenkamp een Amerikaans record op de twee mijl: 8.07,07. Op de WK in Osaka baarde zijn vierde plaats op de 5000 m opzien. Met zijn sprint deed de Amerikaan mee om de medailleplaatsen: 13.46,78.
In de winter van 2008 verdedigde Tegenkamp zijn indoortitel: 8.02,52. De zilveren medaille lag in 2008 weer klaar voor Tegenkamp bij de Amerikaanse trials voor de Olympische Spelen van 2008 in Peking. In Eugene liep Tegenkamp 13.29,68. Bij de OS eindigt Tegenkamp als dertiende in 13.33,13.
In 2009 won Tegenkamp zijn eerste Amerikaanse outdoortitel op de 5000 m: 13.20,57. Bij de WK in Berlijn behaalde hij op dit onderdeel een achtste plaats in 13.20,23. In het naseizoen liep Tegenkamp de 5000 m als tweede Amerikaan van dat jaar onder de 13 minuten grens. Bij de Memorial Van Damme in Brussel finishte hij als zevende in 12.58,56.
In 2011 liep hij voor het eerste 10.000 meter en finsihte gelijk in 27.28,22. In 2012 werd hij tweede bij de Amerikaanse Olympische Trials en plaatste zich daarmee voor de Olympische Spelen van Londen. Daar werd hij 19e in 28.18.16.

### Overstap naar de weg
Op 4 juli 2013 werd hij Amerikaans kampioen op de 10 km door de Peachtree Road Race te lopen in 28.25. Op 13 oktober 2013 maakte hij zijn marathondebuut bij de Chicago Marathon en behaalde hier een tiende plaats in 2:12.39.

### Einde atletiekloopbaan
Op 1 februari 2016 kondigde Tegenkamp het einde van zijn atletiekloopbaan aan. Hij trad vervolgens fulltime in dienst van Nike, waarvoor hij reeds enkele jaren op parttime basis werkzaamheden had verricht, sinds hij in 2013 was overgestapt naar de wegatletiek.

## Amerikaanse kampioenschappen
Outdoor
| Titel  | Jaar |
| ------ | ---- |
| 5000 m | 2009 |
| 10 km  | 2013 |

Indoor
| Titel  | Jaar       |
| ------ | ---------- |
| 3000 m | 2007, 2008 |

## Persoonlijke records
Baan
| Onderdeel   | Prestatie    | Datum            | Plaats    |
| ----------- | ------------ | ---------------- | --------- |
| 1500 m      | 3.34,25      | 2 juli 2007      | Athene    |
| 1 Eng. mijl | 3.56,38      | 6 mei 2006       | Madison   |
| 3000 m      | 7.34,98      | 20 augustus 2006 | Monaco    |
| 2 Eng. mijl | 8.07,07 (NR) | 10 juni 2007     | Eugene    |
| 5000 m      | 12.58,56     | 4 september 2009 | Brussel   |
| 10.000 m    | 27.28,22     | 1 mei 2011       | Palo Alto |

Weg
| Onderdeel      | Prestatie | Datum            | Plaats       |
| -------------- | --------- | ---------------- | ------------ |
| 20 km          | 58.30     | 3 september 2012 | New Haven    |
| halve marathon | 1:02.05   | 16 maart 2014    | New York     |
| 25 km          | 1:14.43   | 11 mei 2013      | Grand Rapids |
| marathon       | 2:12.28   | 13 oktober 2013  | Chicago      |

Indoor
| Onderdeel   | Prestatie | Datum            | Plaats       |
| ----------- | --------- | ---------------- | ------------ |
| 1 Eng. mijl | 4.10,86   | 25 januari 2003  | Madison      |
| 3000 m      | 7.40,25   | 9 februari 2007  | Fayetteville |
| 5000 m      | 13.41,90  | 14 februari 2015 | New York     |

## Palmares

### 3000 m
- 2007:  Amerikaanse indoorkamp. - 7.46,08
- 2008:  Amerikaanse indoorkamp - 8.02,52

### 2 Eng. mijl
- 2011: 5e Prefontaine Classic - 8.15,88

### 5000 m
- 2007: 4e WK – 13.46,78
- 2008: 13e OS – 13.33,13
- 2009:  Amerikaanse kamp. 13.20.57
- 2009: 8e WK – 13.20,23

### 10.000 m
- 2012: 19e OS - 28.18,26

### marathon
- 2013: 10e Chicago Marathon - 2:12.28
- 2015: 11e Boston Marathon - 2:13.52